# Lamphun (tỉnh)
Lamphun (tiếng Thái: ลำพูน, phát âm [lām.pʰūːn]) là một tỉnh miền Bắc của Thái Lan. Các tỉnh giáp giới (từ phía Bắc theo chiều kim đồng hồ) là: Chiang Mai, Lampang và Tak.

## Địa lý
Lamphun tọa lạc tại thung lũng của Sông Ping, bao bọc quanh bởi các dãy núi.

## Lịch sử
Dưới cái tên cũ Haripunchai, Lampang đã là thành cực Bắc của vương quốc Môn của thời kỳ Dvaravati, and also the last to fall to the Thai. In the late 12th century it came under siege from the Khmer, but did not fall. However in 1281 King Mengrai of Lannathai finally seized the city, and made it part of his kingdom.

## Biểu tượng
| Provincial seal | The provincial seal show the temple Wat Phra That Haripunchai, which was already the main temple of the city Lamphun during the Mon times. The gold-covered chedi is said to contain a relic of Buddha. The provincial flower is the Flame of the Forest (Butea monosperma), and the provincial tree is the Rain Tree (Samanea saman). |

## Các đơn vị hành chính
Tỉnh được chia làm 7 huyện (Amphoe) và một tiểu huyện (King Amphoe). Cá huyện được chia ra 51 xã (tambon) và 520 thôn (ấp, làng, bản, mường, sóc, buôn) (muban).
| Amphoe                                         |                                          | King Amphoe        |
| ---------------------------------------------- | ---------------------------------------- | ------------------ |
| 1. Mueang Lamphun 2. Mae Tha 3. Ban Hong 4. Li | 1. Thung Hua Chang 2. Pa Sang 3. Ban Thi | 1. Wiang Nong Long |